# 帕米尔1号水电站
帕米尔1号水电站位于塔吉克斯坦戈尔诺-巴达赫尚自治州高山湖泊叶什勒池的出口处。下游为贡特河。
始建于1984年，原计划1990年完工。1991年塔吉克斯坦独立后，工程陷入停顿。直到1994年3月21日一期两台机组才交付使用，装机容量1.4万千瓦。
2002年，私营“帕米尔电网”公司成立，整个戈尔诺-巴达赫尚自治州电网及所有水电站的使用权交给该公司运营25年。2005年11月1日，该水电站二期工程竣工，总装机容量达到2.8万千瓦。帕米尔1号水电站的全部投入使用，满足该州全部电力需求。